# نهر نيابارونغو
نهر نيابارونغو (أو نياوارونغو) هو نهر رئيسي في رواندا، وهو جزء من منابع نهر النيل العليا. يبلغ طوله الإجمالي 351 كم (218 ميل)، وهو أطول نهر تام في رواندا. يمتد بطول 421 كم (262 ميل) في بحيرة رويرو بما في ذلك المسار العلوي بطول 69 كم (43 ميل) لنهر كاجيرا قبل أن ينضم إلى نهر روفوفو ليشكل نهر كاجيرا. يبدأ النهر مساره عند التقاء نهري مبيروروم وموغو في جنوب غرب البلاد. ينبع هذان النهران من غابة نيونغوي، ويعتبرهما البعض المصدر الأبعد لنهر النيل. منذ بدايته، يتدفق نهر نيابارونغو شمالًا لمسافة 85 كم (53 ميلاً)، وتشكل الحدود بين المقاطعات الغربية والجنوبية. عند التقائه بنهر موكونجوا، يغير النهر مساره ويتدفق شرقًا لمسافة 12 كيلومترًا (7.5 ميلًا)، ثم إلى مسار جنوب شرقي آخر لمسافة 200 كيلومتر (124 ميلًا). بالنسبة لأطول امتداد لهذا المسار، يعمل النهر بمثابة الحدود بين المقاطعات الشمالية والجنوبية، ثم بين مدينة كيغالي والمنطقة الجنوبية، وأخيرًا بين مدينة كيغالي والمنطقة الشرقية.
ثم يدخل النهر إلى المنطقة الشرقية وينتهي مجراه بالقرب من الحدود مع بوروندي. يصب نهر نيابارونغو في بحيرة رويرو ونهر كاجيرا (أو أكاجيرا) في دلتا صغيرة ولكنها معقدة. يتدفق نهر كاجيرا من بحيرة رويرو، على بعد كيلومتر واحد فقط من دلتا نيابارونغو. تقريبًا جميع فروع دلتا نيابارونغو تصب في البحيرة، ومع ذلك، يصب أحد فروع الدلتا مباشرة في نهر كاجيرا الذي تشكل للتو. يتدفق نهر كاجيرا في النهاية إلى بحيرة فيكتورياا التي تشكل نهر النيل.

## الأصل
ينبع نهر نيابارونغو في جنوب غرب رواندا إلى الشرق من بحيرة كيفو. تنبع منابع النهر من السلسلة الجبلية التي تغطي معظم الثلث الغربي لرواندا، إلى الشرق من خسف ألبرتين. منابع المياه الرئيسية في البلد هي الجبلية الحرجية، والتي تنشأ على ارتفاعات تتراوح بين 2600 إلى 2750 مترًا (8530 إلى 9020 قدمًا) فوق مستوى سطح البحر، هي نهري مبيروروم وموجو. أطول الجداول التي تغذي نهر موغو هو نهر روكارارا، الذي ينبع من غابة نيونغوي. يتدفق نهر روكارارا جنوبًا ثم شرقًا، ويصب في نهر موغو. يتدفق نهر موغو شمالًا، ويندمج مع نهر مبيروروم جنوب بواكيرا. ومن هذا التقاء يأخذ النهر اسم نيابارونغو. ويعتبر منبع نهر الروكارارا منافسًا للمنبع العام لنهر النيل، وهو أبعد منابع النهر.